# Kožuf
Kožuf (makedonsky Кожуф, řecky Τζένα) je horský masiv/pohoří, které se nachází v jižní části Severní Makedonie a v severním Řecku. Jedná se o pohraniční pohoří, jehož severní část přiléhá k obcím Konopište, Kavadarci a Gevgelija. Známé je díky minerálním pramenům s názvem Smrdliva Voda. Vytéká odsud řeka Blašnica.
Nejvyšší vrchol pohoří nese název Zelen Breg a jeho nadmořská výška činí 2171 m n. m. Dalších 8 vrcholků má nad 2000 m n. m., např. Pinovo (2156 m n. m., nachází se na území Řecka), Dudica (2131 m n. m.), Porta (2112 m n. m.), Moreto (2102 m n. m., všechny tři na území Severní Makedonie), Dzena (2065 m n. m., nachází se na území Řecka, Markovo Ezero (2035 m n. m.) a Mala Rupa (2004 m n. m.), oba na území Severní Makedonie. Rozloha pohoří činí 893 m2.
V roce 2009 bylo na Kožufu otevřeno nové centrum zimních sportů. Na nižším vrcholu Visoka Čuka byla v 50. letech 20. století vybudován z iniciativy makedonského turistického svazu horský dům.